# Macaca selai
Macaca selai és una espècie de primat de la família dels cercopitècids. És oriünd de l'estat indi d'Arunachal Pradesh, a l'est de l'Himàlaia. Fou separat del macaco d'Arunachal (M. munzala) el 2022. La distribució de M. selai abasta uns 11.000 km² i va des de 1.133 fins a 2.795 msnm. És possible que també visqui a les regions limítrofes de Bhutan i el Tibet.

## Morfologia
M. selai es pot diferenciar de la resta d'espècies del grup sinica per tota una sèrie de caràcters: el pelatge marró o marró fosc, el musell marró, la barba marró clar, pèl marró espès al voltant del coll, la pell de la cara clara i l'absència de barba a la barbeta. En relació amb la llargada de cap a gropa, M. selai té la cua més llarga que el macaco d'Arunachal, el macaco del Tibet (M. thibetana), el macaco d'Assam (M. assamensis) i M. leucogenys, però més curta que el macaco de capell (M. radiata) i el macaco de còfia (M. sinica). Des del punt de vista morfològic, s'assembla especialment al macaco d'Assam.

## Sistemàtica
M. selai fou descrit el maig del 2022 per un grup d'investigadors indis. La localitat tipus es troba al districte de West Kameng. Anteriorment, aquestes poblacions eren classificades com a macacos d'Arunachal. Aquesta espècie tan sols inclou els macacos del districte de Tawang, a Arunachal Pradesh. Igual que les altres espècies de macaco que es troben a l'Himàlaia, M. selai pertany al grup sinica. Les dades genètiques demostren l'existència de dos llinatges evolutius en el si de l'espècie. Una viu al districte de West Kameng i l'altra inclou les poblacions dels districtes de Kurung Kumey, Upper Subansiri i West Siang. Les dues branques divergiren fa aproximadament 1,5 milions d'anys. El seu avantpassat comú se separà del macaco d'Arunachal fa uns 2 milions d'anys.